# Petsamo-Kirkenes-Operation
1941: Białystok-Minsk – Dubno-Luzk-Riwne – Smolensk – Uman – Kiew – Odessa – Leningrader Blockade – Wjasma-Brjansk – Charkow – Rostow – Moskau – Tula

1942: Rschew – Charkow – Ljuban/Wolchow – Kertsch/Sewastopol – Fall Blau – Kaukasus – Stalingrad – Operation Mars

1943: Woronesch-Charkow – Operation Iskra – Nordkaukasus – Charkow – Kursk – Orjol – Donez-Mius – Donbass – Belgorod-Charkow – Smolensk – Dnepr – Kiew

1944: Dnepr-Karpaten – Leningrad-Nowgorod – Krim – Wyborg–Petrosawodsk – Operation Bagration – Lwiw-Sandomierz – Jassy–Kischinew – Belgrad – Petsamo-Kirkenes – Baltikum – Karpaten – Ungarn

1945: Kurland  – Weichsel-Oder – Ostpreußen – Westkarpaten – Niederschlesien – Ostpommern – Plattensee – Oberschlesien – Wien – Oder – Berlin – Prag

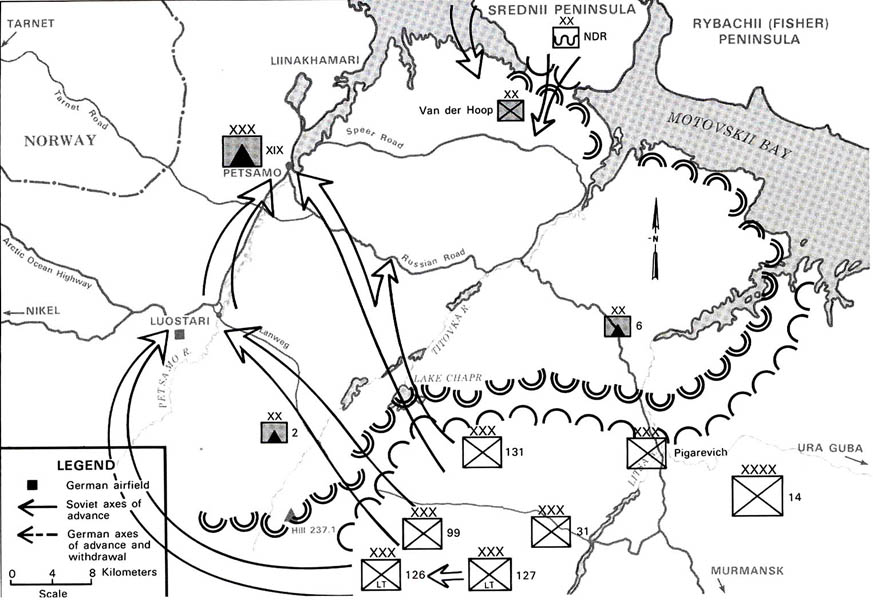
Karte der Sowjetischen Angriffsoperation

Die Petsamo-Kirkenes-Operation (russisch Петсамо-Киркенесская операция) war eine Winterschlacht während des Zweiten Weltkrieges im Polargebiet zwischen der sowjetischen Karelischen Front und deutschen Truppen in Nordnorwegen und Finnland, die vom 7. bis zum 29. Oktober 1944 andauerte.
Die Operation wird sowohl in der russischen als auch in der US-Armee als Studienobjekt für einen Krieg in der Arktis verwendet.

## Vorgeschichte
Bis zum September 1941 war den deutschen Truppen das Unternehmen Platinfuchs, die Eroberung des wichtigen Versorgungshafens Murmansk, nicht gelungen. Weil in diesem Gebiet Erze zur Gewinnung von Kupfer, Nickel und Molybdän abgebaut wurden, war es für die deutsche Kriegswirtschaft von Bedeutung. Mit der Kontrolle von Murmansk hätten die Deutschen die Lieferung von Kriegsmaterial von Seiten der Alliierten verhindern können.
Westlich von Murmansk lagen im Juni 1944 noch immer auf sowjetischem Boden die Stellungen des deutschen XIX. Gebirgs-Korps unter General der Gebirgstruppe Ferdinand Jodl mit der 2. Gebirgs-Division (General Degen) und 6. Gebirgs-Division (General Pemsel). Dazu kam die bei Petsamo sichernde Divisionsgruppe Rossi (Grenadier-Brigade 193 und 503), welche aber bereits von van der Hoop, dem späteren Namensgeber der Divisionsgruppe, geführt wurde, und vier weitere Brigaden mit insgesamt etwa 53.000 Soldaten, 753 Geschützen und 160 Flugzeugen der Luftflotte 5. Die deutsche Verteidigung bestand aus drei Linien auf einer Länge von insgesamt bis zu 150 km in schwierigem Gelände mit Bergen, Seen und Sümpfen.
Gegenüber lag die sowjetische 14. Armee unter Generalleutnant Scherbakow mit 8 Schützendivisionen und 6 Brigaden, welche durch die Karelische Front unter Kirill Afanassjewitsch Merezkow auf etwa 113.200 Soldaten, 2.100 Geschützen, 126 Panzer und 1025 Flugzeuge verstärkt worden war. Für eine Amphibische Operation bei Liinahamari wurde die Nordflotte unter Admiral Golowko herangezogen, welche in einer zweiten Phase zusätzlich starke Marineverbände im Rücken der deutschen Stellungen anlanden sollte.

## Verlauf
Nach einem 2 Stunden 35 Minuten währenden starken sowjetischen Artilleriebeschuss begann die Operation am 7. Oktober 1944. Die deutschen Verteidigungslinien wurden in drei Tagen bis zu 16 km tief durchbrochen. Mit einem Umgehungsmanöver vom Süden her wurden die deutschen Truppen bei Luostari zum Rückzug gezwungen.
In der Nacht zum 10. Oktober wurden sowjetische Marineinfanteristen am Ufer der Malaja Wolkowaja abgesetzt. Am darauffolgenden Morgen griffen sie die deutschen Truppen aus der Flanke an und durchbrachen zusammen mit der Marineinfanterie, die an Land angriff, die deutsche Verteidigungsstellungen auf der Halbinsel Srednij. Am Abend des 12. Oktober wurden durch Schnellboote im Hafen Liinahamari weitere Truppen abgesetzt. Zusammen mit der Marineinfanterie eroberten diese am 13. Oktober Liinahamari.
In der Nacht zum 15. fiel Petsamo in die Hand der sowjetischen 14. Schützen-Division (Generalmajor Fjodor Korotkow) des sowjetischen 131. Schützenkorps (Generalmajor Sinowi Alexejew).
Am 22. Oktober wurde die norwegische Grenze überquert und am 25. Oktober die norwegische Stadt Kirkenes nach erbitterten Kämpfen durch die 10. Garde-Schützendivision (Generalmajor Chariton Chudalow) des 99. Schützenkorps (Generalleutnant Semjon Mikulski) mit Unterstützung der Marineinfanterie eingenommen. Am 27. Oktober wurde auch Neiden erobert. Am 29. Oktober konnten die sowjetischen Truppen ihre Positionen nördlich von Neiden und südwestlich von Nautsi behaupten und schlossen damit die Operation ab. Gründe für den Stopp waren der Schneefall, die Polarnacht und die topographische Beschaffenheit der Landschaft: vor den sowjetischen Truppen lag ein Gebiet mit zahlreichen Fjorden.

## Verluste und Folgen
Die Rote Armee stieß auf 80 km breiter Front bis zu 150 km nach Westen vor und betrat zum ersten Mal Norwegen. Die sowjetischen Verluste betrugen 21.233 Mann, davon 6.084 Gefallene und Vermisste. Nach sowjetischen Angaben fielen in dieser Schlacht 30.000 deutsche Soldaten. Manche versprengte deutsche Truppen wurden von norwegischen Partisanen gefangen genommen.